# Ugao
Ugao (Servisch cyrillisch Угао) is een plaats in de Servische gemeente Sjenica. De plaats telt 545 inwoners (2002).